# Nemzeti Vágta 2009
A 2009-es Nemzeti Vágta május 30-án, 31-én és június 1-jén megrendezett kulturális országimázs-fesztivál. Fő helyszíne a budapesti Hősök tere és az Andrássy út emellett ebben az évben még Olof Palme sétány és az Ötvenhatosok tere is. A rendezvény középpontjában álló lóverseny mellett pedig számos lovasparádé, gasztronómiai kóstoló és történelmi felvonulás színesítette a produkciót. A verseny fődíja 30 millió forint volt, melyet a győztes ló nevezője kapott. A győztes lovas Arany Sarkantyút vihetett haza, az őt benevező önkormányzat pedig 5 millió forintot, és egy évre megkapta a Nemzeti Vágta vándor szablyáját.

## A versenyről

### Időpontok
- 2009. május 30. – június 1.

### Technikai feltételek
- A verseny távja: 2 és fél kör, kb.: 1 100 m
- A versenypálya mérete: 437 × 10–12 m
- Talaja: homokgranulátum
- Melegítő pálya I. mérete: kb. 150 × 8 m-es egyenes szakasz – vágta munkára
- Talaja: homokgranulátum
- Melegítő pálya II. mérete: 100 × 100 – jártatásra
- Talaja: beton

### A verseny menete
A futamok résztvevői a futam felvezető köre alatt kisorsolt számú rajthelyről, álló helyzetből startolnak. A start rajtgumi segítségével történik. A futam bal kézre zajlik, futamonként legfeljebb hat lovas indul. A futamban vágta jármódban, egymás akadályozása nélkül kell részt venni. A lovasok a versenypálya teljes területét igénybe vehetik a futam során, a lovak és egymás testi épségét nem veszélyeztetve. A futam győztese az a páros, aki a versenytáv teljesítése után elsőként halad át a célvonalon. A verseny menetét a versenybíróság felügyeli és bírálja el. A végső sorrendet célfotó segítségével állapítja meg a versenybíróság.

### Részt vevő települések
| - Alsóörs - Bácsalmás - Bajai kistérség - Bakonybél - Balaton Régió - Balatonalmádi - Balatonkenese - Bánk - Bátor Tábor - Beregdaróc - Budakeszi - Budapest-Újbuda - Csabdi - Csetény - Csíkszereda - Csongrád/Szentes - Debrecen - Detk - Dobóruszka - Dombóvár - Dorog - Dunakeszi - Esztergom - Érsekhalma - Felsőszentiván - Füzesgyarmat - Göd - Gyomaendrőd - Gyöngyös - Gyula | - Hajdúszoboszló - Hatvan - Hernádkak - Isaszeg - Jászberény - Kaposvár - Kaposszekcső - Keszthely - Komádi - Komáromi kistérség - Kunszállás - Lébény - Lendva - Letenye - Litér - Lőrinci - Makó - Mándok - Miskolc - Mogyoród - Nagybaracska - Nagykapos - Nyíregyháza - Orfű - Orosháza - Őrbottyán - Őriszentpéter - Őrség - Szentgotthárd - Pázmánd | - Pécs - Petőfibánya - Pitvaros - Révkomárom - Salgótarján - Sarkad - Sepsiszentgyörgy - Siklós - Siófok - Soltszentimre - Szajol - Szarvas - Szeged - Székelyudvarhely - Szentgyörgyvár - Szentjobb - Szentkirály - Szigetmonostor - Szigetvár - Szováta - Tát - Tata - Tura - Vásárosnamény - Velencei-tó - Verőce - Villány - Vizsoly - Zalakaros - Zamárdi |